# タコ社長のマンモス歌謡ワイド
タコ社長のマンモス歌謡ワイド（たこしゃちょうのマンモスかようワイド）は、かつてニッポン放送の土曜日昼から夕方の時間帯で放送されていたラジオ番組。パーソナリティは俳優の太宰久雄。放送期間は1977年10月8日から1979年7月7日まで。

## 放送時間
- 毎週土曜日　12:00～16:30

## 出演者
- パーソナリティ:太宰久雄
- アシスタント:
  - 田島令子
  - 高島ヒゲ武
  - 野村洋子
  - あかは由紀
  - 湯浅明
  - 那須恵理子
  - 近田春夫

## 概要
番組タイトルどおり、土曜日12時から16時30分までの4時間30分に亘り放送されていた長時間ワイド番組である。「タコ社長」とは、太宰久雄が映画「男はつらいよ」シリーズで演じていた「桂梅太郎」のニックネームである。番組開始当初は「商売繁盛土曜リクエスト」というサブタイトルがついていたが、これは後になくなり、『タコ社長のマンモス歌謡ワイド』だけとなった。
番組構成は、12時から14時30分と14時30分から16時30分の2部構成となっており、14時30分からは『ニッサンラジオ・プラザ』として放送していた。この『ニッサンラジオ・プラザ』は、当番組開始以前の1976年4月10日から放送されていた番組であり（当時のパーソナリティは関口宏、白石冬美）、『タコ社長のマンモス歌謡ワイド』スタートによりその一部となったものである。
番組終了後は、アシスタントを務めていた高島ヒゲ武がマイクネームを「高島秀武」に変更し、メインパーソナリティとなって『高島秀武のマンモス歌謡ワイド』が新たにスタートした。